# Prorostlík prutnatý
Prorostlík prutnatý (Bupleurum affine) je vzácná planě rostoucí rostlina, jeden z mnoha druhů rodu prorostlík.

## Rozšíření
Poměrně teplomilný druh rozšířený od Malé Asie a Ukrajiny západním směrem přes Balkán po Apeninský poloostrov, Panonii a na severu po Rakousko a Českou republiku, která tvoří jeho severozápadní hranici rozšíření. Stanoviště prorostlíka prutnatého se většinou nachází na výslunných stráních, kde vyrůstá po obvodu polí, v řídkých křovinách nebo na okrajích lesů, nevadí mu ani kamenitá půda. Roste řídce od nížin až po vyšší pahorkatiny a převážně na zásaditých půdách v termofytiku i mezofytiku. Je součásti vegetace svazu Prunion fruticosae.

## Ohrožení
Vyskytuje se velice vzácně, v Čechách vyrůstá pouze v okolí Vraného nad Vltavou, na vrchu Doutnáč a na Moravě jen v údolí Dyje poblíž Znojma. Jeho místa výskytu jsou nejvíce ohrožována změnami v obhospodařování půdy. Prorostlík prutnatý je hodnocen jako kriticky ohrožený druh.

## Popis
Jednoletá bylina s hladkou, hranatou, až 3 mm silnou lodyhou dorůstá do výšky 30 až 100 cm. V horní polovině lodyhy, rostoucí z dřevnatějícího kořene, vyrůstají prutovité boční větvičky dosahující někdy délky až 20 cm. Lodyhu objímající střídavé, přisedlé, tmavozelené, kopinaté listy jsou jen asi 5 mm široké, mají nápadnou prostřední žilku a nerovný okraj. V době kvetení již často usychají.
Drobné, žluté nebo načervenalé oboupohlavné květy jsou sdruženy do okolíčků, s nestejně dlouhými stopkami (0,5 až 5 cm), které vytvářejí složené květenství okolík. Okolíčky jsou tvořeny 4 až 6 květy s krátkými stopkami. Kromě plně vyvinutých okolíků na koncích větví se 4 až 7 okolíčky dále vyrůstají z úžlabí listů drobné okolíky složené z 1 až 3 okolíčků. Květy mají po 5 kališních i korunních lístcích. V květu je dále 5 tyčinek s krátkými nitkami s prašníky. Ze spodního semeníku vyrůstají dvě čnělky s divergentními bliznami. Obaly (listeny pod okolíkem) i obalíčky (listeny pod okolíčky) jsou drobné, mají kopinatý tvar, zřetelnou hlavní žilku a jsou světle olemovány.
Kvete v červenci až srpnu, květy jsou protandrické (pyl dozrává dříve než vajíčka), opylovány jsou hmyzem. Plody, dvounažky dlouhé 2,2 mm a široké 1,8 mm dozrávají v září až listopadu. Jsou válcovité, žebernaté, ale mezi žebry zcela hladké. Rostliny se rozmnožují výhradně semeny.